# 八本松町
八本松町（はちほんまつちょう）はかつて広島県賀茂郡に存在した町である。国立広島大学の移転問題を契機に西条盆地にある4つの町の合併問題が浮上し、1974年4月20日に賀茂郡の西条・志和・高屋各町とともに合併（新設合併）して東広島市に移行したことに伴い消滅した。

## 沿革
- 1889年4月1日 - 市町村制施行。八本松町域には当時いずれも賀茂郡に属する川上・原・吉川各村が存在した。
- 1956年9月1日 - 川上・原・吉川各村が合併（新設合併）して八本松町が成立する。
- 1974年4月20日 - 賀茂郡の西条・志和・高屋各町とともに合併（新設合併）して東広島市に移行したことに伴い消滅する。

## 主要施設
- 米軍川上弾薬庫
- 陸上自衛隊原村演習場

## 地理
- 河川
  - 黒瀬川
  - 瀬野川
  - 清滝川

- 山
  - 虚空蔵山（666.1m）
  - 水丸山（660.2m）
  - 曽場ヶ城山（607.2m）
  - 深堂山（597.8m）
  - 龍王山（575.1m）
  - 槌山（488m）
  - 田房山（403m）
  - 東山（344.3m）
  - 薬師山（273m）

## 大字
- 飯田（いいだ）
- 篠（ささ）
- 正力（しょうりき）
- 原（はら）
- 宗吉（むねよし）
- 吉川（よしかわ）
- 米満（よねみつ）

## 交通（1974年4月19日当時のデータ）

### 鉄道
- 国鉄山陽本線が通っており、町内には以下の施設がある。
  - 八本松駅…山陽本線で最高所（標高255m）にある駅。

### 道路
- 国道
  - 国道2号

- 主要地方道
  - 当時は一切通っていなかった。

- 一般県道
  - 広島県道153号白木八本松線…現：広島県道46号東広島白木線
  - 広島県道331号下三永吉川線
  - 広島県道332号馬木八本松線…現：広島県道67号馬木八本松線
  - 広島県道335号津江八本松線
  - 広島県道337号原西条線…2001年5月14日広島県告示第514号により廃止され、東広島市道に降格。
  - 広島県道338号吉川大多田線
  - 広島県道339号内区米満線…現：広島県道80号東広島向原線
  - 広島県道350号造賀八本松線

## 教育（1974年4月19日当時のデータ）
- 小学校
  - 八本松町立川上小学校
  - 八本松町立八本松小学校
  - 八本松町立原小学校
  - 八本松町立吉川小学校

- 中学校
  - 八本松町立八本松中学校

## 出身・ゆかりのある人物
- 溝手顕正（参議院議員） - 父方の郷里が八本松町原である。
- クロちゃん（お笑い芸人）-八本松中学校元生徒会長